# روني سويني
روني سويني (بالإنجليزية: Rooney Sweeney)‏ هو لاعب كرة قاعدة أمريكي، (ولد في نيويورك في الولايات المتحدة 1858  م).

## وصلات خارجية
- روني سويني على موقعبيزبول رفرنس.كوم (الدوري الرئيسي) (الإنجليزية)
- روني سويني على موقعبيزبول رفرنس.كوم (الدوري الثانوي) (الإنجليزية)